# Rimbo HK
Rimbo HK Roslagen är en svensk handbollsklubb från Rimbo i Norrtälje kommun, bildad 1973 efter att ha brutit sig loss från Skepptuna IK. Klubbens största merit på herrsidan är en säsong i högsta serien (nuvarande Handbollsligan), 2013/2014 och på damsidan en säsong i högsta serien (Handbollsligan) 2009/2010. Klubben har också varit mycket framgångsrik i beachhandboll. Totalt har klubben drygt 10 aktiva lag inkluderat ungdomslag.

## Historia
Rimbo HK startade sin verksamhet 1973. Klubben har sina rötter från Skepptuna IK. Handboll spelades från början utomhus. Skepptuna IK:s damlag spelade i division 2. Så småningom bröt sig tjejerna loss med hjälp av Oskar Lindhé, för att bilda en egen handbollsklubb. Den nya klubbens namn blev Rimbo HK eftersom Rimbo IF redan fanns på samma ort. Klubben började sin historia med ett damlag i div 3  Klubbmärket var gult och vitt men ändrades till grönt då Skepptuna försvann ur namnet Rimbo HK. Handbollsintresset ökade i Rimbo och Eivor Skyttle startade träning för flickor. 1994 startade klubben sitt första pojklag födda 1985/1986. Grundarna till Rimbo HK har idag sina barnbarn och i något fall barnbarns barn, spelande i klubben.

### 2000-talet: Framgångarna växer
Damlaget var fram till 2007 som bäst i division två. 2008 avancerade damerna till division 1 med ett ungt lag. 2009 skrev klubben historia då man avancerade till högsta serien på damsidan. Elitserien blev dock en kort sejour men man har spelat där. 
2008-2009 blev ungdomarnas år då flickor 1993 nådde finalspel i Ungdoms-SM. De slutade femma. Året efter spelade pojkar födda 1994-1995 i SM-finalen tillsammans med flickor 1992-1993. 2011 stod Rimbo som arrangör för SM för damjuniorer. Klubbens lag slutade på en femte plats.
Herrlaget började klättra i seriesystemet 2007 från division 3 till division 2. Säsongen 2010/2011 gjorde man premiär i allsvenskan (näst högsta serien). 2013 blev man klara för högsta serien, elitserien. Där spelade laget en säsong men kom på sista plats efter att ha vunnit en match och spelat lika två gånger.

## Spelare i urval
- Endrit Abdullahi
- Alexandra Bjärrenholt
- Cassandra Tollbring
- Jeff Tollbring
- Jerry Tollbring
- Ken Tollbring
- Kristin Thorleifsdóttir